# مده‌آ (نمایش‌نامه)
مده‌آ (یونانی باستان: Μήδεια) نمایش‌نامه‌ای تراژیک اثر اوریپید است از یونان باستان که براساس اسطوره یاسون و مدئا است و اولین بار در ۴۳۱پیش از میلاد روی صحنه رفته است. پی‌رنگ نمایش‌نامه روی اعمال مدئا، شاهزاده‌ای بربر از پادشاهی کولخیس و همسر یاسون، متمرکز است. هنگامی که یاسون، مدئا را ترک می‌کند تا با شاهزاده‌ای یونانی از کورینتوس باشد، مدئا درمی‌یابد جایگاهش در جهان یونانی در معرض خطر است. او با کشتن همسر تازه یاسون و فرزندان خودش، از یاسون انتقام می‌گیرد و پس از آن، به آتن می‌گریزد تا زندگی تازه‌ای را آغاز کند.
با توجه به اینکه معاصران اوریپید، مدئا را تکان‌دهنده توصیف می‌کردند، مدئا و مجموعه‌ای از نمایش‌نامه‌های ارائه‌شده به فستیوال شهر دیونیسیا در پایان فستیوال اجرا شدند. با این وجود، این نمایش‌نامه جز آثار شاخص تراژدی به حساب می‌آمد و توجه به آن، با ظهور جنبش فمینیستی و به خاطر تصویر کردن درگیری و مبارزه مدئا برای به اختیار درآوردن زندگی خودش در دنیایی مردانه، افزایش یافت. این نمایش‌نامه بیشترین اجرا را از میان تراژدی‌های یونان باستان در سده بیستم داشته است.